# Robert et Bertrand
Robert et Bertrand (néerlandais : Robert en Bertrand) est une série de bande dessinée créée par le Flamand Willy Vandersteen puis développée par son studio dont 98 épisodes ont été publiés dans le quotidien De Standaard entre 1972 et 1993. Très populaire en Flandres et aux Pays-Bas, cette série, comme la plupart de celles de Vandersteen, reste méconnue en France, bien que 47 albums en aient été traduits entre 1975 et 1984.
Cette bande dessinée d'aventures humoristiques trouve son inspiration dans les vagabonds de boulevard Robert Macaire et Bertrand, créés en 1823 par Benjamin Antier et encore très populaires lorsque Vandersteen était jeune. Dans la version de Vandersteen, Robert et Bertrand, s'ils restent des vagabonds, sont également des justiciers, et leurs aventures les conduisent jusque dans l'espace.

## Albums de la série
- 01 : L'Ermite de Beaucroy, 1975  (ISBN 90-02-00818-X)
- 02 : La Main noire, 1975  (ISBN 90-02-00834-1)
- 03 : Le Dragon vert, 1975  (ISBN 90-02-00855-4)
- 04 : Le Diable du Val aux roses, 1975  (ISBN 90-02-00876-7)
- 05 : Le Drame de Marie-Souillon, 1975  (ISBN 90-02-00873-2)
- 06 : Documents secrets, 1976  (ISBN 90-02-00884-8)
- 07 : Le Diable noir, 1976  (ISBN 90-02-00921-6)
- 08 : Le Briseur de grève, 1976  (ISBN 90-02-00928-3)
- 09 : Les Etangs de Miremort, 1976  (ISBN 90-02-00955-0)
- 10 : Aventure en Moldavie, 1976  (ISBN 90-02-01008-7)
- 11 : La Capuche écarlate, 1977  (ISBN 90-02-01026-5)
- 12 : Les Puissances occultes, 1977  (ISBN 90-02-01093-1)
- 13 : Le Dernier vol de l'épervier, 1977  (ISBN 90-02-01108-3)
- 14 : La Catastrophe de Corvilain, 1977  (ISBN 90-02-01138-5)
- 15 : Le Fantôme du zwin, 1977  (ISBN 90-02-01143-1)
- 16 : La Maison hantée, 1978  (ISBN 90-02-01178-4)
- 17 : Le Joyau englouti, 1978  (ISBN 90-02-01190-3)
- 18 : Visiteurs insolites, 1978  (ISBN 90-02-01211-X)
- 19 : Le Chat noir, 1978  (ISBN 90-02-01275-6)
- 20 : Le Dernier chèvralier, 1979  (ISBN 90-02-01302-7)